# Poa dipsacea
Poa dipsacea är en gräsart som beskrevs av Donald Petrie. Poa dipsacea ingår i släktet gröen, och familjen gräs. Inga underarter finns listade i Catalogue of Life.